# Festival international du film de Tokyo 2017
Le Festival international du film de Tokyo 2017, 30e édition du festival, s'est déroulé du 25 octobre au 3 novembre 2017.

## Déroulement et faits marquants
Le 3 novembre 2017, le palmarès est dévoilé. Le film La Particule humaine (Grain) de Semih Kaplanoğlu remporte le Grand Prix. Le Prix du meilleur réalisateur est remis à Edmund Yeo pour Aqérat (We the Dead). Adeline d'Hermy remporte le prix d'interprétation féminine pour Maryline et le prix d'interprétation masculine est remporté par Duan Yihong pour Une pluie sans fin (The Looming Storm).

## Jury
Le jury est composé de :
- Tommy Lee Jones (président du jury), acteur, réalisateur
- Reza Mirkarimi, réalisateur, scénariste, producteur
- Zhao Wei, actrice, chanteuse
- Martin Provost, réalisateur
- Masatoshi Nagase, acteur

## Sélection

### En compétition internationale
- Aqérat (We the Dead) de Edmund Yeo  Malaisie
- Crater de Silvia Luzi et Luca Bellino  Italie
- Euthanizer de Teemu Nikki  Finlande
- Forget About Nick de Margarethe von Trotta  Allemagne
- La Particule humaine (Grain) de Semih Kaplanoğlu  Turquie
- Gutland de Govinda Van Maele  Luxembourg
- The Home de Asghar Yousefinejad  Iran
- Une pluie sans fin (The Looming Storm) de Dong Yue  Chine
- The Lowlife de Takahisa Zeze  Japon
- Maryline de Guillaume Gallienne  France
- Namme de Zaza Khalvashi  Géorgie
- Ship in a Room de Lyubomir Mladenov  Bulgarie
- Sparring de Samuel Jouy  France
- Sveta de Zhanna Issabayeva  Kazakhstan
- Tremble All You Want de Akiko Ooku  Japon

## Palmarès

### compétition internationale
- Grand Prix : La Particule humaine (Grain) de Semih Kaplanoğlu
- Prix spécial du jury : Crater de Silvia Luzi et Luca Bellino
- Prix du meilleur réalisateur : Edmund Yeo pour Aqérat (We the Dead).
- Prix de la meilleure actrice : Adeline d'Hermy pour Maryline.
- Prix du meilleur acteur : Duan Yihong dans Une pluie sans fin (The Looming Storm).
- Prix du meilleur scénario : Euthanizer de Teemu Nikki